# Joaquim Domingues de Oliveira

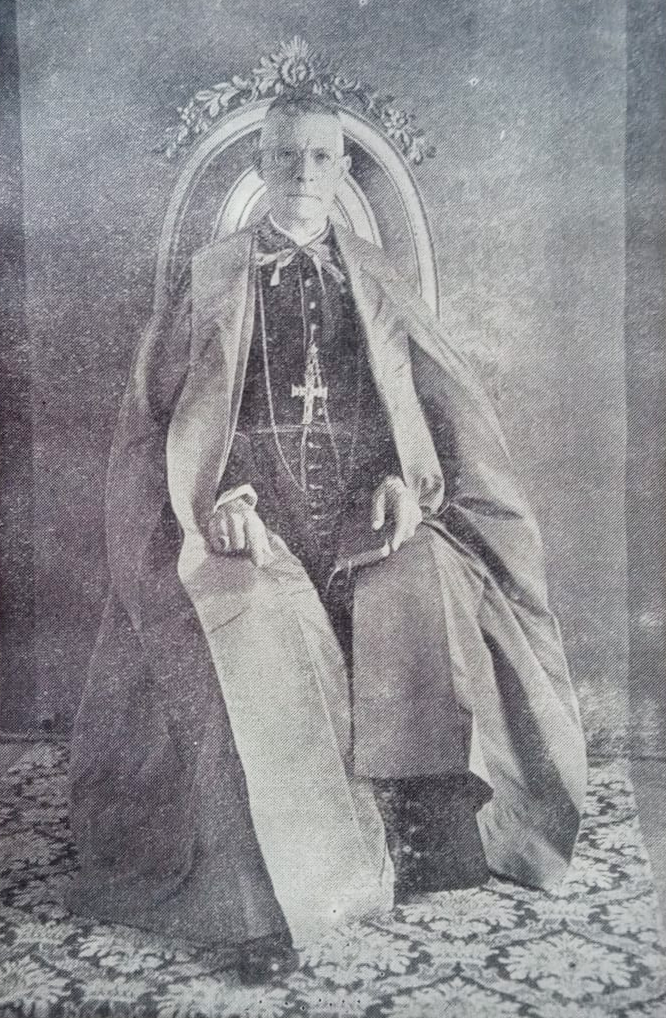
Joaquim Domingues de Oliveira (1921)

Joaquim Domingues de Oliveira (* 4. Dezember 1878 in Vila Nova de Gaia, Portugal; † 18. Mai 1967) war Erzbischof von Florianópolis.

## Leben
Joaquim Domingues de Oliveira empfing am 21. Dezember 1901 das Sakrament der Priesterweihe.
Am 2. April 1914 ernannte ihn Papst Pius X. zum Bischof von Florianópolis. Der Kardinalvikar für das Bistum Rom, Basilio Pompili, spendete ihm am 31. Mai desselben Jahres die Bischofsweihe; Mitkonsekratoren waren der Erzbischof von São Paulo, Leopoldo Duarte e Silva, und der Bischof von Ribeirão Preto, Alberto José Gonçalves. Am 17. Januar 1927 wurde Domingues de Oliveira infolge der Erhebung des Bistums Florianópolis zum Erzbistum erster Erzbischof von Florianópolis.
Joaquim Domingues de Oliveira nahm an der ersten Sitzungsperiode des Zweiten Vatikanischen Konzils teil.
Am 29. April 1967 wurde Oliveira in Nachfolge von Nereu Ramos in die Academia Catarinense de Letras, Cadeira Nr. 22, gewählt.